# Référendum sud-africain de 1960

Les électeurs de trois provinces (en vert) sur quatre de l'Union d'Afrique du Sud et ceux du Sud-Ouest africain votent en faveur de la république.

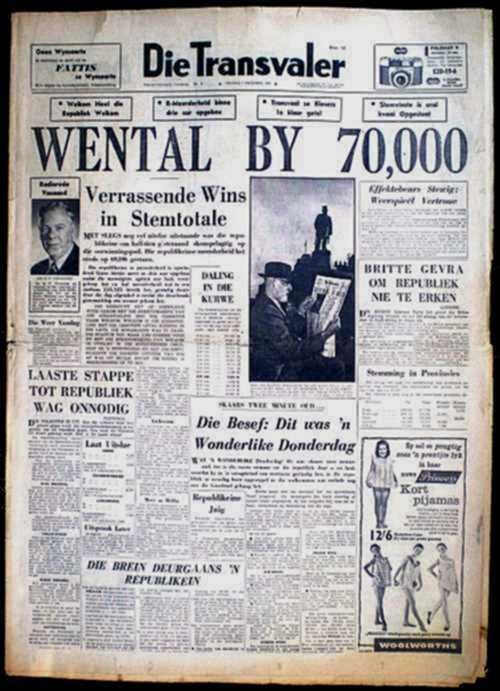
Die Transvaler, exemplaire du 7 octobre 1960.

Le référendum sur la république en Afrique du Sud, limité à la population blanche, a lieu le 5 octobre 1960. 
La question précise du référendum est : « Are you in favour of a Republic for the Union? » (litt. « Êtes-vous en faveur d'une république pour l'union ? »). 
L'objectif est d'amender le South Africa Act pour mettre en place une république en Afrique du Sud qui est depuis 1910 une monarchie en union personnelle avec le Royaume-Uni. 
Le taux de participation atteint 90,77 % du corps électoral, soit 1 634 240 votants sur les 1 800 426 électeurs inscrits sur les listes électorales. Le oui l'emporte avec 52,29 % des votants (soit 850 458 personnes) tandis que 47,71 % des votants s'opposent à la question posée, soit 775 878 personnes. Les électeurs de la province du Natal sont les seuls à se prononcer en faveur du maintien de l'union personnelle avec le Royaume-Uni et contre la transformation du royaume en république. 
Les électeurs du Sud-Ouest africain participent aussi à ce référendum, bien que ce territoire sous mandat ne soit pas intégré dans l'Union sud-africaine. 

## Contexte historique

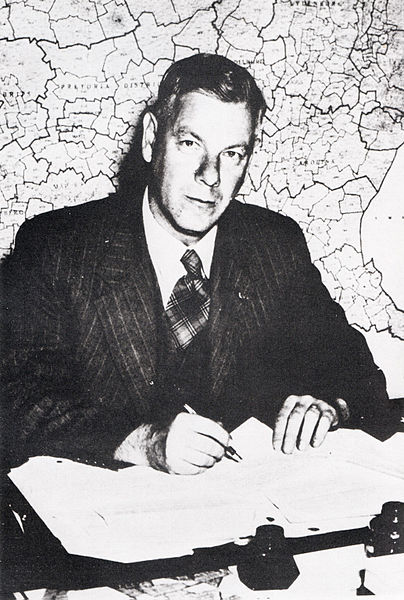
Hendrik Verwoerd, Premier ministre d'Afrique du Sud de 1958 à 1966.

Convaincu que l'unité nationale entre Afrikaners et Anglo-sud-africains ne peut se faire qu'au sein d'une république et en réponse aux critiques étrangères sur l'apartheid, le Premier ministre Hendrik Verwoerd annonce en janvier 1960 son intention de réorganiser l'Union d'Afrique du Sud en une république membre du Commonwealth. À l'époque, seuls les citoyens blancs disposent du droit de vote, le suffrage électoral étant restreint ou inexistant pour les populations de couleurs. 
Pour obtenir l'abolition de la monarchie sud-africaine et faire progresser cette idée dans l'opinion publique blanche d'Afrique du Sud, Verwoerd bénéficie en 1960 de plusieurs événements à caractère politique et sociétal.
Le 3 février 1960, le discours du Wind of Change prononcé au Cap par le Premier ministre britannique Harold Macmillan devant les parlementaires sud-africains, appelant à réformer les institutions ségrégationnistes, est perçu comme une provocation par l'establishment afrikaner. Le discours de McMillan est suivi peu de temps plus tard du massacre de Sharpeville et de condamnations internationales de pays étrangers. Ces événements à caractère politique et institutionnel, auxquels s'ajoutent une catastrophe minière dans l'État libre d'Orange, où 435 mineurs sont ensevelis vivants, et une tentative d'assassinat contre Verwoerd, ont pour effet de rassembler une grande partie de la population blanche derrière son gouvernement au-delà des clivages linguistiques et identitaires. Flattant le nationalisme des Afrikaners et d'une partie de la population blanche anglophone, Verwoerd plaide alors la fin de toute allégeance au Royaume-Uni et appelle à l'instauration de la république. Il annonce alors l'organisation d'un référendum auprès de la population blanche, y compris celle résidant au Sud-Ouest africain, afin de favoriser l'électorat afrikaner et germanophone plus sensibles à l'option républicaine.
Le 5 octobre 1960, la question que Verwoerd fait poser est « Do you support a republic for the Union? » (« Is U ten gunste van 'n Republiek vir die Unie? »). Le Parti progressiste et le Parti uni appellent à voter non. Une petite majorité de 850 458 voix, soit 52,3 % des suffrages exprimés, répond par l'affirmative ; les opposants rassemblent 775 878 voix et 47,7 % des suffrages. Seuls les électeurs de la province du Natal s'opposent à la république mais la sécession envisagée fait long feu.

## Résultats par province
| Province                  | Pour    | Pour  | Contre  | Contre | Votes blancs ou invalides | Total   | Inscrits | Taux de participation |
| Province                  | Votes   | %     | Votes   | %      | Votes blancs ou invalides | Total   | Inscrits | Taux de participation |
| ------------------------- | ------- | ----- | ------- | ------ | ------------------------- | ------- | -------- | --------------------- |
| Le Cap                    | 271 418 | 50,15 | 269 784 | 49,85  | 2 881                     | 544 083 | 591 298  | 92,02                 |
| Natal                     | 42 299  | 23,78 | 135 598 | 76,22  | 688                       | 178 585 | 193 103  | 92,48                 |
| État libre d'Orange       | 110 171 | 76,72 | 33 438  | 23,28  | 798                       | 144 407 | 160 843  | 89,78                 |
| Sud-Ouest africain        | 19 938  | 62,39 | 12 017  | 37,61  | 280                       | 32 235  | 37 135   | 86,80                 |
| Transvaal                 | 406 632 | 55,58 | 325 041 | 44,42  | 3 257                     | 734 930 | 818 047  | 89,84                 |
| Source : Direct Democracy |         |       |         |        |                           |         |          |                       |

## Conséquences

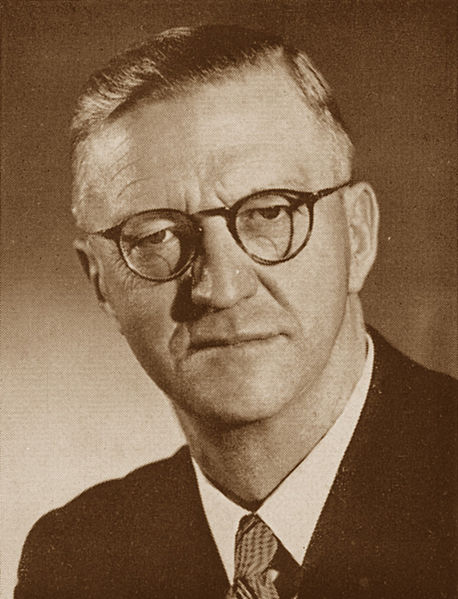
Charles Swart, dernier gouverneur général d'Afrique du Sud et premier président de la république d'Afrique du Sud en 1961.

Le 3 mars 1961, à la conférence des pays du Commonwealth à Londres, Verwoerd propose de maintenir l'Afrique du Sud au sein de l'organisation en tant que république du Commonwealth. Mais il rencontre l'hostilité de l'Inde, des nouveaux pays décolonisés d'Asie et d'Afrique mais aussi du Canada qui s'en prennent à la politique d'apartheid pratiquée par l'Afrique du Sud. Les principaux opposants à Verwoerd sont Kwame Nkrumah (président du Ghana), Jawaharlal Nehru (Premier ministre indien) et John Diefenbaker (Premier ministre canadien), lequel demande à l'Afrique du Sud d'abandonner sa politique raciale. Verwoerd récuse tout dictat et refuse qu'un pays étranger se mêle de la politique intérieure sud-africaine, soutenu sur ce point par l'opposition parlementaire sud-africaine. Il prend les devants d'une éventuelle expulsion de l'organisation et, le 15 mars 1961, il annonce que son pays annule son adhésion au Commonwealth.
Le 31 mai 1961, jour de l'anniversaire de la signature du traité de Vereeniging marquant la fin de la guerre des Boers (1902), mais aussi jour de la fondation du pays (1910) et de l'inauguration de son drapeau national (1928), la république d'Afrique du Sud est proclamée et l'adhésion au Commonwealth résiliée (elle sera restaurée en 1994). La reine Élisabeth II cesse alors d'être le chef d'État tandis que le dernier gouverneur général d'Afrique du Sud, Charles Swart, devient le premier président de la république d'Afrique du Sud, reprenant tous les pouvoirs et compétences jusque-là réservés au monarque et au gouverneur général. Une Constitution républicaine remplace celle monarchique de 1910. 
D'autres changements symboliques interviennent comme l'abandon des titres royaux de toutes les institutions civiles et militaires, mises à part quelques rares exceptions (Royal Natal National Park), le remplacement de la référence à la Couronne par celui de l'État d'Afrique du Sud, le retrait de tous les insignes royaux des uniformes de police, la transformation du Queen's Counsel en Senior Counsel ou encore le remplacement de la livre sud-africaine par une nouvelle monnaie, le rand.

### Documents multimédias
- South Africa Votes Republican, British Pathé 1960.